# Benjamin Geledan
Benjamin Geledan (Francia, 8 de abril de 1990) es un jugador profesional francés de rugby que se desempeña en la posición de hooker en Union Sportive Oyonnax Rugby, equipo perteneciente a la liga Top 14.

## Carrera
Geledan es un jugador de formación francesa (JIFF). Comenzó su carrera deportiva con el equipo Cercle Amical Lannemezanais, en el cual jugó dos temporadas (2004-2006), después pasó a Biarritz Olympique Pays Basque (2006-2010), luego a Stade Rochelais (2010-2016), posteriormente a Union Sportive Oyonnax Rugby, donde lleva jugando ocho temporadas.